# Піті Кутзе
Піті Кутзе (англ. Pietie Coetzee, 2 вересня 1978) — південноафриканська хокеїстка на траві.
Учасниця Олімпійських Ігор 2000, 2004, 2012 років.
Переможниця Всеафриканських ігор 2003 року.
Срібна призерка Азійських ігор 2003 року.
Срібна призерка Виклику чемпіонів 2005 року.